# Nancyhalle

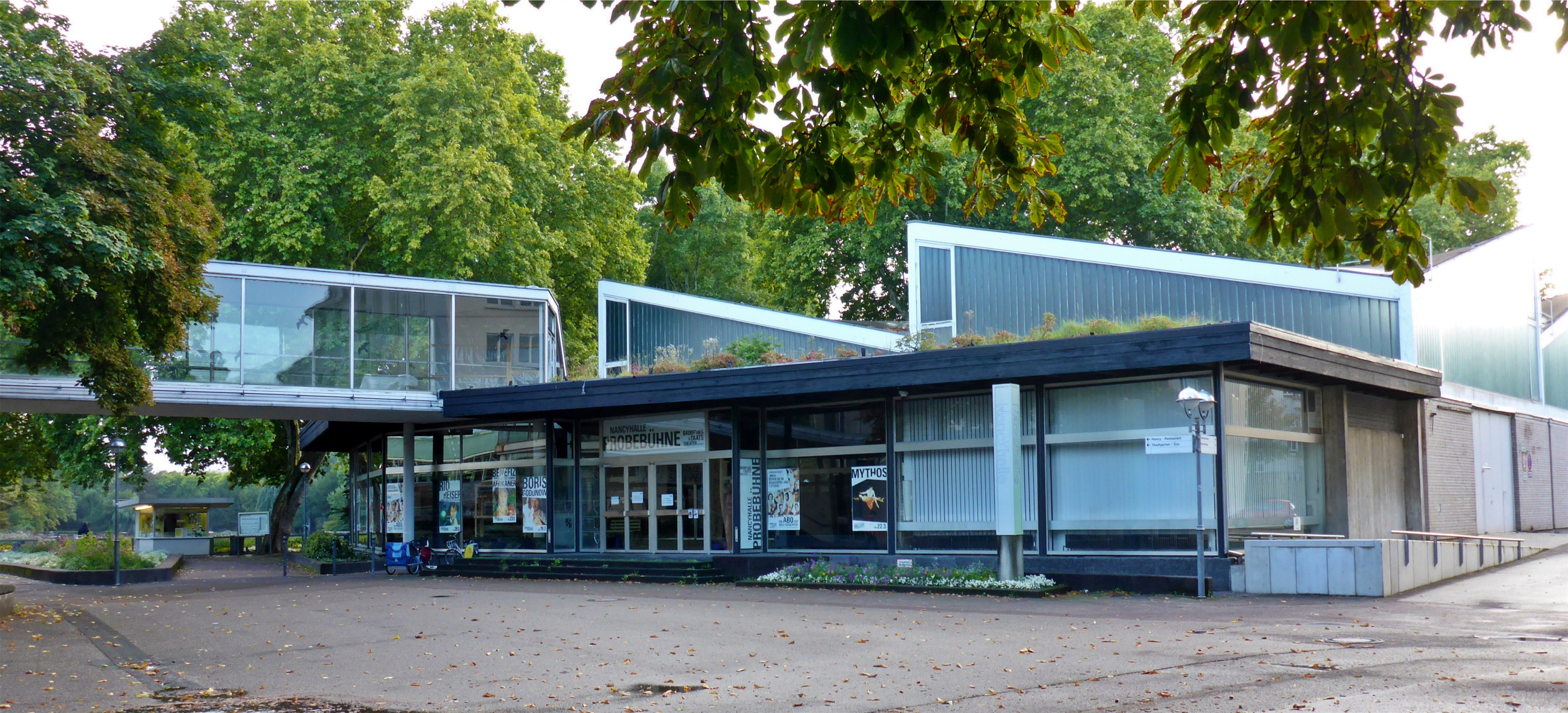
Nancyhalle, Ansicht vom Festplatz

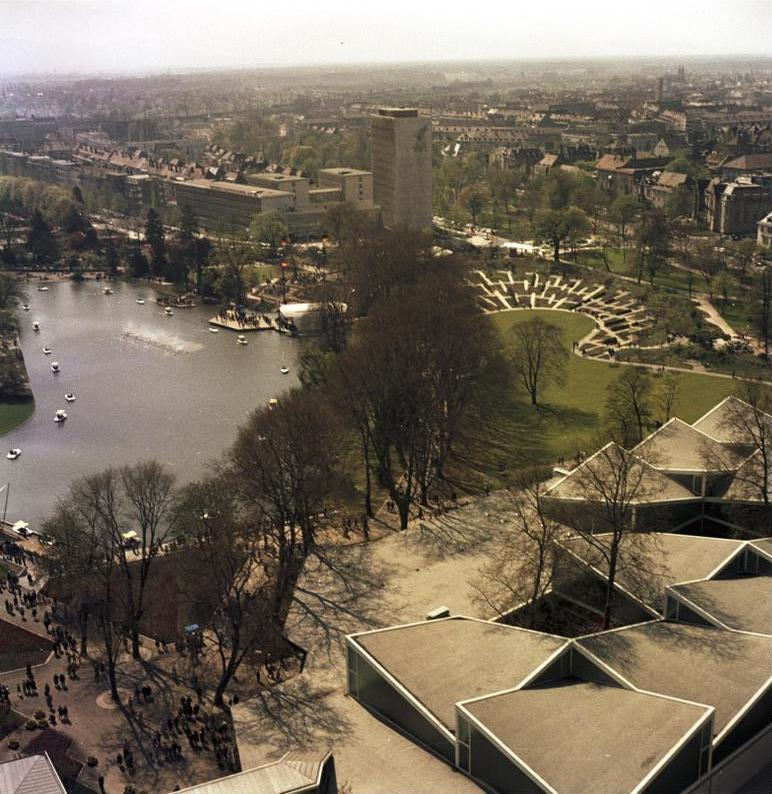
Die Dachlandschaft der Nancyhalle (vorne rechts). Aufnahme während der Bundesgartenschau 1967

Die Nancyhalle (auch Nancy-Halle) ist eine denkmalgeschützte ehemalige Veranstaltungshalle am Festplatz in Karlsruhe. Bis 2013 gehörte die Nancyhalle zum Kongresszentrum Karlsruhe. Der nach der Karlsruher Partnerstadt Nancy benannte Bau befindet sich an der südwestlichen Ecke des Festplatzes zwischen Schwarzwaldhalle, Konzerthaus und Stadtgarten. Er wurde von Erich Schelling für eine begrenzte Lebenszeit als zusätzliche Ausstellungsfläche und für Gastronomie anlässlich der Bundesgartenschau 1967 geplant und 1966 eröffnet. Inzwischen besteht großer Renovierungsbedarf. Die Nancyhalle ist in Sachgesamtheit mit der Schwarzwaldhalle denkmalgeschützt. Der verglaste Skelettbau ist um zwei offene Innenhöfe herum errichtet, in denen alte Bäume stehen. 2004 bis 2007 präsentierte Luigi Colani eine Ausstellung seines Lebenswerks in der Nancyhalle. Die Nancyhalle wird heute nicht mehr von der Kongress- und Messe-GmbH genutzt. Ende 2011 genehmigte der Gemeinderat die Nutzung der Halle als Probenbühnenzentrum des Badischen Staatstheaters für einen Übergangszeitraum von etwa sieben bis zehn Jahren.